# Маяк Макилтио
Маяк Макилтио (англ. Mukilteo Light) — маяк, расположенный в восточной части пролива Поссешн-Саунд в черте города Макилтио, округ Снохомиш, штат Вашингтон, США. Построен в 1906 году. Автоматизирован в 1979 году.

## Название
Коренные американские индейцы первоначально использовали землю в районе маяка как место для лагеря в зимние месяцы. Слово «мukilteo» на языке местных индейцев означает «хорошая площадка для кемпинга».

## История
В конце XIX ― начале XX века город Эверетт быстро развивался, и чтобы обеспечить безопасную навигацию до него 9 января 1903 года Конгресс США выделил 22 000$ на строительство маяк. Строительство началось 30 июня 1905 года по проекту архитектора Карла Лейка, который также строил маяки Эдиз-Хук и Кейп-Араго. Строительство было закончено в 1906 году, и 1 марта 1906 года маяк был введен в эксплуатацию. Маяк представлял собой деревянную восьмиугольную башню высотой 8 метров, на вершине которой была установлена линза Френеля четвертого поколения, к которой примыкало здание с противотуманным сигналом. Также комплекс зданий включал в себя два дома для смотрителя и его помощника, колодец, ветряную мельницу и резервуар для хранения воды. Общая стоимость комплекса зданий составила 27 000$. В 1927 году маяк был электрифицирован. В 1979 году Береговая охрана США автоматизировала маяк.
14 декабря 1978 года маяк был включён в Национальный реестр исторических мест.
В 1990-х годах администрация города Макилтио провела реновацию маяка и связанных с ним построек. 19 августа 2001 года Береговая охрана передала весь комплекс зданий городу Макилтио. В настоящее время маяк преобразован в музей и открыт для посещений в составе одноименного парка. 